# Brachyntheisogryllacris kempiana
Brachyntheisogryllacris kempiana is een rechtvleugelig insect uit de familie Gryllacrididae. De wetenschappelijke naam van deze soort is voor het eerst geldig gepubliceerd in 1914 door Griffini.